# Coahuiltec

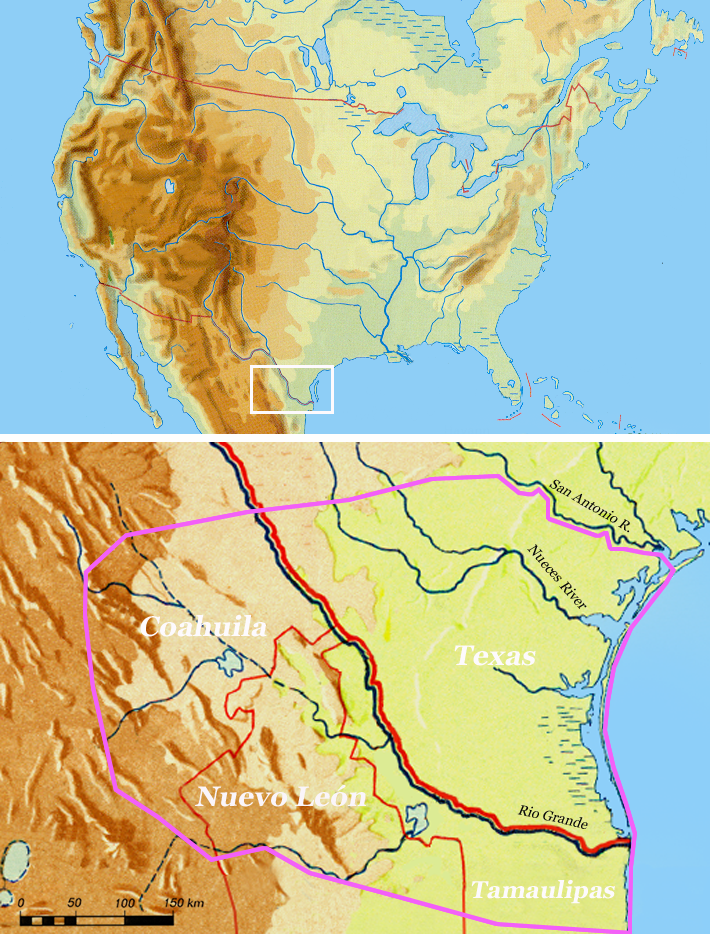
Ehemaliges Wohngebiet (violett)

Coahuiltec (im Spanischen Coahuilteco und im Englischen Coahuiltecan genannt) ist ein Sammelbegriff für mehrere (vermutlich hunderte) kleiner autonomer Indianerstämme, die beiderseits des Rio Grande im Süden von Texas sowie im Nordosten Mexikos (Coahuila, Nuevo León und Tamaulipas) lebten. Manchmal wurde namentlich zwischen indigenen Gruppen/Bands südlich und nördlich des Rio Grande unterschieden; die in Mexiko lebenden wurden als „Coahuilteco“ (nach dem mexikanischen Bundesstaat Coahuila) und die in Texas lebenden als „Tejano“ bezeichnet. Die verschiedenen Ethnien waren meist semi-nomadisch und teilten eine gemeinsame Kultur und Geographie, jedoch nicht wie lange vermutet eine gemeinsame Sprache, die ebenfalls Coahuilteco genannt wurde. Zudem ist eine Abgrenzung der dokumentierten Gruppen/Bands zu benachbarten Gruppen/Bands der Karankawa und Tonkawa (die kulturell den Coahuiltec nahe standen) sowie Conchos und Jumanos in den historischen Dokumenten oft nicht möglich und die Zugehörigkeit einzelner Gruppen/Bands zu größeren Stammesgruppen (Coahuiltec, Karankawa, Tonkawa, Conchos und Jumanos) daher nicht geklärt. Heute werden vermehrt die Bezeichnungen Pakawá, Tāp Pīlam, Comecrudo sowie Coahuilteco und Carrizo verwendet.

## Gruppen der Coahuiltec
Es handelt sich hier um einige ausgewählte Gruppen, die entweder in diesem Artikel erwähnt werden oder von denen es hinreichende Informationen über ihre Lebensweise und Kultur gibt. Alle Gruppen sind aber entweder ausgestorben oder sie gaben frühzeitig ihre Identität auf.
- Aranama (auch: Aname, Arrenamus, Auranean, Hazaname, Jaraname, Xaraname; nicht identisch mit den Xarame.)
- Arcahomo (auch: Axcahomo genannt, vermutlich ein Synonym für Tacame oder eine Untergruppe der Tacame.)
- Atanaguaypacam (auch: Atanaguipacane, Atanaouajapaca genannt.)
- Borrado (mit „Borrado“ wurden zwei Bands/Gruppen auf Grund ihrer streifenförmigen Körperbemalung bezeichnet: die vermutlich kleinere Gruppe lebte im Westen Texas; die größere Gruppe im 17./18. Jhd. vom Südosten Coahuilas ostwärts über Nuevo León bis nach Tamaulipas, später Ende des 18. Jhd. am Unterlauf des Rio Grande und entlang der Küste im Süden von Texas.)
- Cacaxtle (auch: Casastle, Cataxtle genannt.)
- Carrizo (span.: „Schilfrohr“, vermutlich da sie von ihnen als Wama’k bezeichnete Gras-bzw. Strauchhütten bewohnten, von den Mexikanern später „Comecrudo“ – „Rohes Fleisch/Gemüse Esser“ genannt, auch: Carrizo-Comecrudo genannt, da es sich bei den „Carrizo“ und „Comecrudo“ wahrscheinlich um dieselbe Gruppe handelt; Eigenbezeichnung: Estók kuák iyopém – „Carrizo Volk“, heute jedoch Esto'k Gna – „einheimisches Volk, d. h. Carrizo-Comecrudo“.)
- Cenizo (auch: Cenis, Ceniz, Seniso, Zenizo genannt.)
- Chaguane (auch: Chaguame, Ohaguame genannt.)
- Comecrudo (span.: „Rohes Fleisch/Gemüse Esser“ – mexikanische Bezeichnung, früher von den Spaniern als „Carrizo“ – „Schilf/Schilfgras/Schilfrohr“ bezeichnet, auch: Carrizo-Comecrudo genannt, da es sich bei den „Carrizo“ und „Comecrudo“ wahrscheinlich um dieselbe Gruppe handelt; Eigenbezeichnung: Somná-u „Volk“ bzw. Somná-u Atmaú pakmaú – „Volk entlang des Rio Grande“, heute jedoch Esto'k Gna – „einheimisches Volk, d. h. Carrizo-Comecrudo“.)
- Cootajanam (auch: Cootajan genannt.)
- Cotoname (auch: Catanamepaque, Cotomane, Cotonan genannt, oft auch als „Carrizo“ bezeichnet.)
- Garza (span.: „Reiher“, oft auch als „Carrizo“ bezeichnet.)
- Gueiquesal
- Hape (auch: Ape, Jeapa, Xape genannt; eventuell identisch mit den Aba.)
- Juncal (auch: Juncataguo, Juncata, Junced, Zuncal genannt.)
- Mariame (auch: Marian, Mariane, Mariave genannt; nicht identisch mit den Muruam.)
- Mesquite (auch: Mesquita, Mesquitte, Mezquite genannt.)
- Muruam (auch: Moroame, Moruame genannt; nicht identisch mit den Mariame.)
- Napuap (auch: Nacuap, Napuat genannt.)
- Orejone (auch: Orejón, Orejana genannt.)
- Pachalaque (auch: Pachalaca, Pachalate genannt; nicht identisch mit den Pajalat.)
- Pajalat (auch: Cajalate, Pajalac, Pajalache, Pajalatam, Pallalat, Paxolot genannt; nicht identisch mit den Pachalaque.)
- Pakawa („[Jene, die] tätowiert sind“; nicht identisch mit den Pinto.)
- Pamoque (auch: Pamaque, Pamaca, Pamache, Panague genannt.)
- Pampopa
- Payaya[2] (auch: Paia, Paialla, Payai, Payagua, Payata, Piyai, u. a. genannt.)
- Paquache
- Parchaque (auch: Pachague, Pachaque, Parchaca genannt; nicht identisch mit den Pachoche oder Pakawa.)
- Pasnacane (Pasnacane, Piguique und Viayan waren vermutlich Untergruppen der Pamaque.)
- Pastia (auch: Pastias, Paxti genannt, spanisch: Chamuscados; nicht identisch mit den Pasxa (Patzau) und Pachal (Pacal, Pasteal) oder der Patiri/Petaros Band der Westlichen Atakapa (Hikike Ishak).)
- Pelone („Haarlos, Unbehaart, Kahl/Glatzköpfig“; nicht identisch mit der bis 1760 als „Pelones“ bezeichneten Stammesgruppe der Forest Lipan Apache (Chishį́į́hį́į́).)
- Perpepug (auch: Perpapug – „weißhaarige Köpfe“ bzw. „Jene mit weißen Haaren auf den Köpfen“, abgl. von Comecrudo-Wörtern: iapel – „Kopf“, pela – „Haar“ + andpepók – „weiß“, vermutlich ein Verweis auf die für mehrere texanische Stämme belegte Gewohnheit – wie später bei den Lipan Apache, sich eine graue Paste auf die Haut und in die Haare zu schmieren.)
- Piguique (auch: Piguicane, Pihuique genannt; Pasnacane, Piguique und Viayan waren vermutlich Untergruppen der Pamaque.)
- Piniquu
- Pinto (span. „die Bemalten“; nicht identisch mit den Pakawa.)
- Pomulum (auch: Pamulam, Pamuli, Pomuluma genannt.)
- Quem (auch: Cems, Qems, Quimzo, Quinze, Quexamos genannt.)
- Rayado (span.: „gestreift/bemalt (tätowiert)“, auch: Jumano genannt; nicht identisch mit den Jumano im Westen von Texas, Südosten New Mexicos und Norden Mexikos (insbesondere der Junta de los Rios Region), den ebenfalls als „Rayado“ bzw. „Jumano“ bezeichneten Teyas und Wichita-Völker – jedoch waren die Jumano/Teyas und Wichita dafür bekannt, sich auffällig zu tätowieren und zu bemalen.)
- Salapaque (auch: Alapagueme, Saulapaguet, Talapagueme, Zalapagueme genannt.)
- Sepinpacam (span.: Salineros, beides: „Salzhersteller“)
- Sijame (auch: Cijame, Hijame, Xixame, Zihame genannt.)
- Siquipil
- Solano (auch: Olelato genannt.)
- Tamique
- Teaname (auch: Teana, Peana genannt.)
- Tejón (auch: Texón genannt.)
- Tepemaca (vermutlich identisch mit den Cuero Quemados.)
- Terocodame (auch: Teroodam, Hieroquodame, Perocodame, Codam, Oodame genannt.)
- Tetecore (auch: Tet genannt.)
- Tilpacopal
- Viayan (Viayan, Pasnacane und Piguique waren vermutlich Untergruppen der Pamaque.)
- Xarame (auch: Charame, Chaulama, Jarame, Shiarame, Zarame genannt; nicht identisch mit den Aranama/Xaraname.)
- Xiabu (vermutlich identisch mit den Abau; nicht identisch mit den Aba.)

Aufzeichnungen aus über 350 Jahren Geschichte enthalten die Namen von über 1.000 ethnischen Gruppierungen. Wissenschaftliche Untersuchungen haben aber ergeben, dass die Zahl der genannten Namen die Zahl der ethnischen Einheiten um mindestens 25 Prozent übersteigt, weil die Bezeichnungen oder Berichte ungenau sind. Manche Namen stammen aus einem einzelnen Dokument, andere erscheinen in einem Dutzend oder in Hunderten von Aufzeichnungen. Zwei oder mehrere ähnliche Namen beziehen sich oft auf dieselbe ethnische Gruppe. Eine beträchtliche Zahl bezieht sich auf Indianer, die aus angrenzenden Gebieten geflohen waren. Einige Gruppen sind sehr frühzeitig ausgestorben oder wurden später unter anderen Namen bekannt. Die besten Informationen stammen aus Dokumenten von Nuevo León. Mehr als 60 % dieser Namen beziehen sich auf landschaftliche oder pflanzliche Merkmale, während sich andere auf Tiere oder Körperbemalungen beziehen. Weniger als 10 % stammen von physikalischen Merkmalen oder beziehen sich auf kulturelle Besonderheiten. Namen spanischen Ursprungs sind selten oder bezeichnen schon früher benannte Gruppen.

## Sprache und ethnische Identifikation
Lange wurde vermutet, dass die oben gelisteten Stämme und Bands/Gruppen im Nordosten Mexikos und Süden Texas eine gemeinsame Sprache bzw. Sprachen einer gemeinsamen Sprachfamilie sprachen, die daher Coahuilteco genannt wurde. Heute wird jedoch davon ausgegangen, dass die Bands/Gruppen mindestens zwei Sprachfamilien angehörten, die wiederum aus mehreren untereinander oftmals gegenseitig nicht verständlichen Sprachen bestanden. Unter dem geographisch-historischen Oberbegriff „Coahuilteco“ werden heute die Pakawa-Sprachen („Coahuilteco/Pakawa“, „Cotoname“, „Comecrudo (Carrizo)“, „Garza“ und „Mamulique (Carrizo de Mamulique)“) und das „Aranama-Tamique“ und „Solano/Olelato“ zusammengefasst. Jedoch werden die drei Sprachen „Comecrudo“, „Garza“ und „Mamulique“ oft zusammen als Comecrudo-Sprachen bezeichnet. Alle genannten Sprachen gelten als Isolierte Sprachen und zählen heute zu den Ausgestorbenen Sprachen. Die Einzelsprache „Coahuilteco/Pakawa“ diente vielen Gruppen/Bands der Coahuiltec in Texas als Lingua Franca zur Verständigung mit benachbarten Gruppen und wurde daher als Zweitsprache gesprochen, daher ist es heute meist unmöglich bestimmte Gruppen/Bands einzelnen Sprachen zuzuordnen.
Zum Zeitpunkt ihrer Dokumentation wurden seitens Coahuiltec Bands folgende Sprachen gesprochen: „Coahuilteco/Pakawa“ (entlang des San Antonio River und Guadalupe River sowie Nueces Rivers südwärts bis zum Rio Grande im Süden Texas), die Comecrudo-Sprachen „Comecrudo“ (im Gebiet von Rio Grande City, Texas/Camargo, Tamaulipas bis McAllen, Texas/Ciudad Mier und Reynosa, Tamaulipas), „Garza“ (im Gebiet von McAllen, Texas/Ciudad Mier und Reynosa, Tamaulipas) und „Mamulique“ (im Gebiet von Mamulique, Nuevo León). Die Sprachen „Solano/Olelato“ (im Gebiet von Eagle Pass, Texas/Piedras Negras, Coahuila) und „Aranama-Tamique“ (im Gebiet von Brownsville, Texas/Heroica Matamoros, Tamaulipas) (Goddard 1979:369-373) und „Cotoname“ (im Lower Rio Grande Valley im Nordosten von Tamaulipas und äußersten Süden von Texas) (Swanton, 1940:118).
Die östlichen Nachbarn der Coahuiltec an der texanischen Küste waren die Karankawa, wobei die genaue Grenze der Territorien der beiden Ethnien nicht genau bestimmt werden kann und vermutlich sich im Laufe der Zeit änderte, da die Gebiete zwischen dem Nueces River und dem Guadalupe River in den Quellen einmal als Stammesgebiete der Karankawa ein anderes mal als Stammesgebiete der Coahuiltec bezeichnet werden. Im Landesinneren im Nordosten lebten die Tonkawa (Tickanwa•tic). Karankawa und Tonkawa (Tickanwa•tic) waren möglicherweise sprachlich mit einem Teil der Coahuiltec – vermutlich den „Coahuilteco/Pakawa“-sprachigen Bands/Gruppen – verwandt. Im Norden lebten die Jumanos zwischen dem Pecos River und Río Conchos und weiter flussaufwärts (westwärts) am Zusammenfluss (La Junta de los Rios des Rio Conchos und Rio Grande) nahe der Städte Presidio/Ojinaga die La Junta Indianer. Direkt südlich der La Junta Indianer und Jumanos und somit westlich der Coahuiltec lebten die Concho sowie die Chiso (auch: Chizo, eventuell eine Band/Gruppe der Conchos) und Toboso. Südwestlich lebten die Irritilas (Laguneros – „Volk der Seen“) und direkt südlich die Guachichilen.
Die besten Informationen über Coahuilteco sprechende Gruppen stammen von den beiden Missionaren Damián Massanet und Bartolomé Gareta. In den Jahren 1690 und 1691 unternahm Massanet zwei Reisen von einer Mission bei Candela im östlichen Coahuila nach San Antonio in Texas und berichtete über 39 indianische Gruppen. Auch bemerkte er, dass von allen Indianern auf seinem Weg die gleiche Sprache benutzt wurde. Diese Sprache war offensichtlich Coahuilteco, weil einige Ortsnamen diesem Idiom zugeordnet werden konnten. Es ist jedoch möglich, dass einige vor den Apachen geflohene Gruppen in diesem Gebiet Coahuilteco als Zweitsprache benutzten. Massanet bezeichnete diese Gruppen als Jumano und Hape.
Der Mönch Garcia erstellte 1760 ein Handbuch für den Gottesdienst in Coahuilteco. Er listete 18 indianische Gruppen in den Missionen San Antonio und Guerrero auf, die Coahuilteco sprachen. Er identifizierte auch einige wenig bekannte Gruppen von der Golfküste in Texas als Coahuilteco-Sprecher. Einige Wissenschaftler nehmen an, dass alle Ureinwohner des Küstengebietes Coahuiteco gesprochen haben, wenn sie nicht zu den Karankawa oder Tonkawa gehörten.
Die Spanier hatten nur wenig Interesse, die Ureinwohner zu beschreiben oder in ethnische Einheiten zu unterteilen. Es gab keine deutlichen Merkmale oder kulturelle Unterschiede zur Klassifikation und so blieben Stammesorganisationen unbemerkt, wie auch Ähnlichkeiten oder Differenzen in der Sprache der Ureinwohner. Die Spanier bezeichneten eine indianische Gruppe als Nation (span. nación) und benannten sie nach bestimmten Landschaftsmerkmalen oder nach Orten und Missionen. Nur in Nuevo León benannte man indianische Gruppen nach kulturellen Eigentümlichkeiten, wie Haartracht oder Körperbemalung. Deshalb ist es für heutige Ethnologen äußerst schwierig, diese Vielzahl an indianischen Gruppen anhand ihrer Sprache oder Kultur zu identifizieren.
Den ersten Versuch einer Klassifikation auf der Basis der Sprache unternahm man erst dann, als die meisten dieser Gruppen schon ausgestorben waren. In der Mitte des 19. Jahrhunderts bezeichneten mexikanische Linguisten einige indianische Gruppen als Coahuiltec, in der Annahme, diese Indianer hätten einander ähnliche Dialekte einer Sprache gesprochen, die in Coahuila und Texas verbreitet war. Im Laufe der Zeit kamen anderssprachige Gruppen in die Missionen und erlernten Coahuiltec als dominante Sprache, so dass Linguisten glaubten, diese Gruppen seien sprachlich mit den Coahuiltec verwandt. Es ist aber noch immer ungeklärt, ob tatsächlich alle Ethnien in dieser Region zur gleichen Sprachgruppe gehören.

## Name und Wohngebiet
Die heute allgemein übliche Sammelbezeichnung als „Coahuilteco“ bzw. vereinzelt als „Tejano“ für die verschiedenen Ethnien als auch deren vermutete gemeinsame Sprache beziehen sich auf ihr einstiges Wohngebiet, das große Gebiete der Bundesstaaten Coahuila und Texas umfasste (die beide zusammen mit Nuevo Léon für kurze Zeit den mexikanischen Bundesstaat „Coahuila y Tejas“ bildeten). Das von den verschiedenen Bands/Gruppen bewohnte Territorium umfasste Süd-Texas, das im Westen und Süden vom Rio Grande begrenzt, im Norden von den Steilhängen des Edwards Plateaus und im Nordosten vom San Antonio River, Cibolo Creek und Guadalupe River sowie im Südosten durch den Golf von Mexiko begrenzt ist. Das Terrain von Süd-Texas ist meist flach, mit Ausnahme des Texas Hill Country, wo die Landschaft leicht hügelig bzw. gewellt ist, der östliche Teil – oftmals als Coastal Bend bezeichnet – besteht aus küstennahen Salzwiesen, Flussmündungen und Feuchtgebieten, der südlichste Teil umfasst das fruchtbare subtropische Rio Grande Valley, die westlichen und zentralen Teile sind als South Texas Plains oder Buschland bekannt, dort dominieren Mesquite-Bäume und Grassteppe. Insgesamt wird die Region vom relativ schmalen Einzugsgebiet des Rio Grande dominiert (der heute auch eine politische Grenze bildet) und in einem Delta in den Golf von Mexiko mündet. Die Coahuiltec lebten auf beiden Seiten des Flusses, von den heutigen Twin-Cities Brownsville/Heroica Matamoros flussaufwärts (westwärts) zu McAllen/Ciudad Mier und Reynosa, über Laredo/Nuevo Laredo zu Eagle Pass/Piedras Negras und bis etwa Del Rio/Ciudad Acuña (Garza Galán). Die Golfküste vom Guadalupe River in Texas südwärts bis nach Zentral-Tamaulipas wird durch eine Kette von langgezogenen der Küste vorgelagerten Barriereinsel, den Barrier Islands, geprägt, die vom Festland durch flache Buchten und Lagunen getrennt sind. Das Klima in diesem Landstrich ist sehr heiß und überwiegend trocken. Obwohl der Niederschlag mit der Entfernung von der Küste abnimmt, ist die Region nicht wirklich trocken. Im Westen reichte das Gebiet bis zur Sierra Madre Oriental im Gebiet von Monclova, Coahuila und Monterrey (la Ciudad de las Montañas – „Stadt der Berge“), Nuevo Leon sowie im Süden bis ungefähr zur Hauptstadt von Tamaulipas, dem heutigen Ciudad Victoria, der Sierra de Tamaulipas und dem Rio San Fernando in Tamaulipas – diese Gebiete waren von inselartigen Gebirgen, den Sky Islands („Himmelsinseln“), geprägt, diese „Sky Islands“ sind durch Täler und ihre Umgebung mit Wüsten- oder Steppenklima voneinander getrennt und ragen etwa 1300 Meter aus der Umgebung auf (wie Inseln aus einem Meer aus Wüste und Steppe).
Von Álvar Núñez Cabeza de Vaca stammen die ersten Berichte über das Gebiet und um 1590 kamen die ersten spanischen Kolonisten über eine Inlandroute, die über Bergpässe südlich von Monterrey führte. Nuevo León, Tamaulipas und auch das südliche Texas wurden im 18. Jahrhundert besiedelt.

## Lebensweise und Kultur
Es ist davon auszugehen, dass alle im südlichen Texas beheimateten Gruppen der Coahuiltec eine ähnliche Sprache und Kultur teilten, während bei den Ethnien in Mexiko gewisse Unterschiede zu beobachten waren. So hatten zum Beispiel die Comecrudo eine abweichende Sprache, die von Sprachwissenschaftlern als besonderer Zweig des Coahuilteco angesehen wird.
Die Coahuiltec ernährten sich überwiegend durch Sammeln und Jagen, im südlichen Tamaulipas gab es auch etwas Gartenbau. Eine große Anzahl an Früchten wilder Pflanzen und Bäume, wie Mesquite-Bohnen (Genus Prosopis), Agaven (Genus Furcraea), Kaktus-Blüten und -Früchte, Pekannüsse, Eicheln, sowie einige Wurzeln und Knollen gehörten zur pflanzlichen Ernährung. Die Einführung der europäischen Viehherden veränderte die Vegetation und das ursprüngliche Grasland wurde von dornigem Buschwerk überwuchert. An Großwild gab es vor allen Dingen den Bison, der vom Norden kommend bis ins südliche Texas und nordöstliche Coahuila zog, und Hirsche. Zu den kleineren Wildarten gehörten der Pekaris (Nabelschwein; Tayassuidae) und der Armadill (Gürteltier; Dasypodidae), Kaninchen, Ratten und Mäuse, viele Vögel und zahllose Arten an Schlangen, Eidechsen, Kröten und Schnecken. Fische fing man in den Flüssen, während es im Salzwasser des Golfs das ganze Jahr hindurch neben Fischen auch Muscheln und andere Schalentiere gab.
Es gibt nur sehr wenig Berichte spanischer Kolonisten über indianische Sommerlager, während ihr Aufenthaltsort im Winter völlig unbekannt ist. Zwei oder mehrere Gruppen teilten sich ein Sommerlager, von denen jede offenbar kein separates Gebiet für die Nahrungssuche hatte. Die Mariame zum Beispiel verteilten sich über zwei Gebiete, deren äußere Grenzen mindestens 130 km weit auseinander lagen, während sich das Jagdgebiet der Papaya im südlichen Texas zwischen 1690 und 1709 laut spanischer Reisender über 50 km ausdehnte, in dem sich zehn indianische Lager befanden. Die Pampopa und Pastia hatten ein Gebiet von 135 km Länge, denn die Nahrungssuche erforderte eine entsprechend großes Areal.
Beschreibungen der Lebensweise der Coahuiltec gibt es nur zwei, die aus zwei verschiedenen Jahrhunderten stammen. Die erste ist von Cabeza de Vaca und schildert seine Zeit bei den Mariame im südlichen Texas, bei denen er zwischen 1533 und 1534 18 Monate lang lebte. Die zweite Quelle ist Alonso De Leóns allgemeine Beschreibung der indianischen Gruppen, die er vor 1649 als Soldat in Nuevo León kennenlernte. Es handelt sich hier um Indianer, deren Wohngebiet zwischen Monterrey und Cadereyta im Süden und Cerralvo im Nordosten lag. Diese beiden Quellen enthalten ähnliche Angaben zur Technologie aber auch Differenzen in der Kultur, die durch die räumlichen Entfernung von 240 Kilometern begründet werden können.
Die Mariame lebten neun Monate lang vom Herbst bis zum Frühling am Guadelupe River in Texas oberhalb der Einmündung des San Antonio Rivers, während sie im Sommer 140 km nach Südwesten zogen. Viele Gruppen der Gegend folgten diesem saisonalen Zyklus, der sie zur Ernte von Kaktus-Früchten (engl. Prickley pears; Genus Opuntia) westlich der Corpus Christi Bay führte. Die Mariame zählten um 1534 etwa 200 Personen, die in einer Siedlung von vierzig Häusern lebten. Die Häuser waren kuppelförmig, rund und bestanden aus einem Gerüst aus vier flexiblen Stangen, die man in den Boden steckte, bog, oben zusammenband und mit Matten bedeckte. Die Stangen und Matten wurden mitgenommen, wenn die Gruppe umzog. Das bevorzugte Wild waren Hirsche. Am Guadelupe River unternahmen die Indianer zweitägige Jagdausflüge, die zwei oder drei Mal im Jahr stattfanden und sie aus dem bewaldeten Flusstal in das benachbarte Grasland führten. Hier veranstalteten sie eine Treibjagd, indem sie sich das Wild durch Abbrennen des Grases zutrieben.
Die Indianer erlegten auch Ratten, Mäuse und Schlangen und verzehrten Schnecken, Frösche, Eidechsen, Spinnen und Insekten. In Zeiten des Hungers aßen sie gelegentlich auch Erde, Holz und Exkremente von Hirschen. Nach den Überschwemmungen im April und Mai fingen sie Fische im flachen Gewässern, wenn das Hochwasser abgeflossen war. Im Herbst sammelten sie Pekan-Nüsse (Carya illinoensis) am Guadelupe River, die zerstoßen und mit Samen anderer Pflanzen vermischt wurden, und im Sommer erntete man Kaktus-Früchte (engl. prickly pears) in großen Mengen, die teilweise gepresst und zu Fruchtsaft verarbeitet wurden. Wurzeln bestimmter Pflanzen waren die Hauptnahrungsquelle im Winter, die aber knapp und schwer zu finden waren und die Frauen im Umkreis von 8 bis 12 Kilometern um das Lager sammelten.
Die Indianer benutzten Pfeil und Bogen als offensive Waffe und hatten kleine Schilde, die mit Bisonhaut überzogen waren. Kein Mann bei den Mariames hatte zwei oder mehr Frauen. Scheidung war erlaubt, aber es wurde kein Grund außer sexueller Unzufriedenheit anerkannt. Die Mariame praktizierten den weiblichen Infantizid und töteten manchmal auch männliche Kinder, wenn ungünstige Träume es verlangten. Dadurch sollte eine Überbevölkerung verhindert werden.
In Alonso De Leóns Beschreibung tauchen die Namen verschiedener indianischer Gruppen auf, zum Beispiel Borrado, Pinto, Rayado und Pelone, die alle zu den Jägern und Sammlern gerechnet werden konnten. Die meisten ihrer Siedlungen waren klein und die Standorte wurden häufig gewechselt. Eine Siedlung bestand aus etwa 15 Häusern, die in einem Halbkreis angeordnet waren und in jedem Haus lebten von 8 bis 10 Personen, so dass die Siedlung etwa 150 Bewohner hatte. Die Häuser waren rund, mit Gras oder Rohr bedeckt und hatten einen niedrigen Eingang. Jedes Haus hatte einen kleinen Herd in der Mitte, dessen Feuer hauptsächlich zur Beleuchtung diente. Das Feuer wurde mit einem hölzernen Bohrer gezündet und die Bewohner schliefen auf Gras oder Tierfellen.
Gejagt wurden Hirsche, Kaninchen, Ratten, Vögel und Schlangen. Wenn ein Jäger einen Hirsch erlegt hatte, markierte er den Weg vom Tier zurück zum Lager, so dass Frauen den Kadaver ins Lager schaffen konnten. Der Jäger erhielt nur das Fell des Tieres, während der Rest zerlegt und verteilt wurde. Die Jagdwaffen waren Pfeil und Bogen, sowie eine gebogene hölzerne Keule, die als Wanderstock, Waffe und Werkzeug diente und des Nachts immer in Reichweite war. Bei Fackelschein in der Nacht erlegten Männer und Frauen Fische mit Pfeil und Bogen, sie benutzten auch Netze und fingen Fische mit der Hand am überhängenden Flussufer. Im Winter aßen sie verschiedene Arten von Knollen und Wurzeln, besonders die Wurzeln der Agave (Genus Furcrea). Die Indianer aßen auch die Blüten von Kakteen, sowie deren Früchte, die frisch oder getrocknet verzehrt wurden. Sie zermahlten die Mequite-Bohnen in einem hölzernen Mörser und lagerten das Mehl in Beuteln. Sie kannten auch Salz und mindestens eine Pflanze, deren Asche sie als Salzersatz nutzten.
Die Männer waren kaum bekleidet und Sandalen trug man nur beim Wandern über dorniges Terrain. Frauen bedeckten den Unterleib mit Gras und darüber zwei geschlitzte Tierfelle über Brust und Rücken. Am hinteren Fell wurde ein drittes befestigt, das bis zum Boden reichte und mit einem Saum versehen war. Darin befanden sich Perlen, Muscheln, Tierzähne, Samen und harte Früchte, die beim Ziehen über den Boden Geräusche machten. Männer und Frauen hatten lange Haare, die bis zur Taille herunterfielen und dort mit Lederriemen befestigt wurden. Die Pelone kämmten ihr Haar aus der Stirn und banden es auf dem Kopf zusammen, um Federn hinein zu stecken. Stäbe und Knochen wurden als Verzierung durch Ohren, Nase und Brust gesteckt. Die ethnische Identität konnte man an der Art der Tätowierungen im Gesicht und Körper erkennen. Im Gesicht liefen gerade Linien von der Nasenwurzel über die Stirn nach oben, während der gesamte Körper mit breiten, geraden oder gewellten Streifen bedeckt war, vermutlich der Grund für spanische Bezeichnungen, wie Pinto (bemalt), Borrado (geschlagen) oder Rayado (umrandet).

## Geschichte
Die Ureinwohner in diesem Gebiet starben schon zu einem frühen Zeitpunkt aus, so dass nur Dokumente aus der Zeit davor Informationen liefern können. Europäische Zeichnungen und Bilder, Artefakte in Museen und archäologische Ausgrabungen in begrenzter Anzahl geben nur geringe Auskunft über bestimmte Gruppen. Es ist sehr wenig über deren Vertreibung, den Bevölkerungsschwund und das schließliche Aussterben bekannt. Weil die Überreste mancher Gruppen sich in spanischen Missionen sammelten, könnten die Missions-Register und Zählungen einiges enthüllen. Die territoriale Ausdehnung und Bevölkerungsgröße vor und nach der Vertreibung ist ungewiss.

### Vertreibung
Während der spanischen Kolonialperiode wurde die Mehrzahl Coahuiltec aus ihrem traditionellen Lebensraum vertrieben, von Süden her von den spanischen Kolonisten, von Norden her von den Lipan-Apachen. Als die Spanier ankamen, drängten sie die Coahuiltec nordwärts, einige von ihnen wichen auch nach Osten und Westen aus. Diese Gruppen wiederum verdrängten andere Indianer, die schon vorher vertrieben worden waren. Die Coahuiltec litten außerdem unter den von Europäern eingeschleppten Krankheiten, wie Pocken und Masern, die oftmals den Kolonisten an der Besiedlungsgrenze vorauseilten. Bevorzugtes Siedlungsgebiet der spanischen Kolonisten waren indianische Lagerplätze. Die Viehherden der Weißen grasten die Weiden ab, so dass die wildlebenden Tiere nicht mehr genug Futter fanden und abwanderten oder verhungerten. Die Indianer stahlen in der Folge das Vieh der Siedler als Ersatz und überfielen Ranches oder spanische Versorgungstransporte. Schlecht organisierte indianische Aufstände wurden von den Spaniern brutal niedergeschlagen und die Indianer flüchteten aus dem betroffenen Gebiet.
Im Norden der spanischen Grenze drangen die Apachen südwärts nach Texas hinein. In der ersten Hälfte des 17. Jahrhunderts übernahmen die Apachen das Pferd von spanischen Kolonisten in New Mexico und wurden zur dominierenden Macht der südlichen Plains. In den Jahren 1683–84 reiste Dominguez de Mendoza von El Paso zum Edwards-Plateau und berichtete von den Apachen. Er benannte zahlreiche indianische Gruppen, die von den Apachen in das Gebiet östlich des unteren Pecos Rivers vertrieben worden waren. Die Expansion der Apachen nahm zu, als 1680 der Pueblo-Aufstand ausbrach und die Apachen ihre Quelle für neue Pferde verloren. In der Mitte des 18. Jahrhunderts erreichten die Apachen die Küstenebenen in Texas und wurden als Lipan-Apachen bekannt. Die Lipan wiederum vertrieben die letzten noch verbliebenen Ureinwohner aus Südtexas, von denen die Mehrzahl in die spanischen Missionen im Gebiet von San Antonio flüchtete. Um 1790 richteten die Spanier ihr Hauptaugenmerk von den Coahuitec- und Karankawa-Gruppen auf die eindringenden Apachen. In Coahuila und im angrenzenden Texas lebten die von den Spaniern und Apachen vertriebenen Indianer zusammen in und bei den Missionen und es kam zu einer ungewöhnlichen ethnischen Mixtur. Die lokalen Gruppen mischten sich mit Vertriebenen aus Coahuila, Chihuahua und Texas. Einige von ihnen flohen vor dem Druck der weißen Siedler sogar nach Norden ins texanische Hochland.

### Missions-Indianer
Die zahlreichen spanischen Missionen gewährten Zuflucht für die vertriebene und vom Aussterben bedrohte indianische Ur-Bevölkerung. Die frühen Missionen wurden an der Besiedlungsgrenze errichtet, doch als diese sich verschob, verlegte man auch die Missionen. Weil sie vom Ackerbau lebten, konnten sie nur existieren, wenn genügend indianische Arbeitskräfte verfügbar waren. Die Missionen waren ungleichmäßig verteilt. Einige waren weit entfernt voneinander, während andere in Gruppen, oft von zwei bis fünf an der Zahl, zusammen lagen. Eine größere Zahl von vertriebenen Indianern sammelte sich in diesen Missions-Gruppen, auch weil diese generell eine Garnison (span. Presidio) als Schutz hatten. Einige Missionen bestanden weniger als eine Dekade, andere überdauerten ein Jahrhundert.
Die Zahl verschiedener indianischer Gruppen variierte von weniger als zwanzig zu mehr als hundert Gruppen. Viele Gruppen bestanden aus weniger als 10 Personen. In den älteren Missionen, besonders im Norden, waren allgemein mehr Gruppen anzutreffen. In den Dörfern der Missions-Indianer wohnten im Durchschnitt etwa 100 Angehörige verschiedener Gruppen, die aus einem großen Umkreis um die Mission kamen, einige stammten auch aus weit entfernten Gegenden. Obwohl die Überlebenden einer Gruppe meist geschlossen zu einer Mission kamen, gab es auch einzelne Personen oder Familien einer Ethnie, die sich auf mehrere Missionen verteilten.

### Verlust der Identität
Die Mehrheit der Coahuiltec verlor schon im 17. und 18. Jahrhundert ihre Identität. Ihre Namen verschwanden aus den überlieferten Dokumenten, weil Epidemien, Kriege, Migration und Deportation zur Arbeit in entlegene spanische Plantagen und Minen, eine hohe Kindersterblichkeit und allgemeine Demoralisierung ihren Zoll forderten. Um 1800 gab es nur noch wenige, namentlich bekannte, ethnische Gruppen, doch um 1900 waren sie alle verschwunden. Missionen und Flüchtlingsdörfer waren die letzten Bastionen ethnischer Identität. Diese Indianer machten wenig Probleme und bevorzugten einfache Arbeiten. Am Ende des 18. Jahrhunderts wurden viele Missionen geschlossen und die indianischen Familien erhielten ein kleines Stück Missions-Land. Albert S. Gatschet fand 1886 die Nachkommen von zwei oder drei Gruppen auf der Südseite des Rio Grande, doch sie kannten ihre alte Sprache nicht mehr. Nach und nach integrierten sich die Überlebenden in die untere Schicht der mexikanischen Bevölkerung und um 1981 lebten noch einige Nachkommen dieser Ureinwohner verstreut in Gemeinden in Mexiko und Texas.

## Demografie
Die ehemalige Zahl der indianischen Gesamtbevölkerung, so wie auch die Größe und Anzahl der einzelnen ethnischen Gruppen in der Region ist schwer einzuschätzen. Bevölkerungszahlen gibt es reichlich, doch sie beziehen sich überwiegend auf Reste vertriebener Gruppen, die gemeinsam in Missionen oder benachbarten Dörfern lebten. Die meisten Zahlen stammen aus dem nördlichen Teil der Region, das zum Zentrum der vertriebenen Indianer wurde. Um etwas über Bevölkerungszahlen vor der europäischen Einwanderung zu erfahren, muss man die dürftigen Informationen aus Cabeza de Vacas Dokumenten von 1542 heranziehen. Die größten Gruppe zählte 512 Personen, wie ein Missionar 1674 von den Gueiquesal im nordöstlichen Coahuila berichtete. Im Jahre 1727 schätzte ein anderer Missionar die Paquache am mittleren Nueces River im südlichen Texas auf 350 Angehörige. Dokumente aus der Zeit von 1747 bis 1772 sagen aus, dass die Comecrudo aus dem nordöstlichen Tamaulipas etwa 400 Mitglieder hatten, während von anderen nicht einzeln benannten Gruppen Zahlen von 100 bis 300 Personen genannt werden.
Schätzungen der Gesamtbevölkerung von 1690 variieren stark. Ein Wissenschaftler schätzt die gesamte Population des nordöstlichen Mexiko einschließlich der Wüste westlich des Rio Concho in Chihuahua auf 100.000 Indianer. Ein anderer, der eine Liste mit 614 Coahuiltec-Gruppennamen aufstellte, kam auf eine Gesamtzahl von 86.000 Angehörige, wobei er jede Gruppe mit durchschnittlich 140 Personen berechnete.

## Heutige Situation
Heute organisieren sich vermehrt Coahuiltec-Nachfahren und versuchen in Texas bzw. auf Bundesebene die offizielle Anerkennung als Stamm zu erhalten:
- Tāp Pīlam Coahuiltecan Nation[4] (Eigenbezeichnung in Coahuilteco (Pakawa/Tejano): Tāp Pīlam – „Volk“; Stammesgemeinschaft vereinigter Bands und Clans der Payaya, Pacoa, Borrado, Pakawa, Paguame, Papanac, Hierbipiame, Xarame, Pajalat und Tilijae; wurden durch Texas als Stamm offiziell anerkannt.)
- The Miakan-Garza Band (Eigenbezeichnung: Pīlam – „Volk“; Nachfahren der Miakan/Mier Band der Garza; wurden durch Texas als Stamm offiziell anerkannt.)
- The Carrizo/Comecrudo Tribe of Texas[5] (Eigenbezeichnung in Comecrudo: Somná-u – „Volk, d. h. Comecrudo“, heute jedoch: Esto'k Gna – „einheimisches Volk, d. h. Comecrudo“ oder Estók kuák iyopém – „Carrizo Volk“, ca. 1.500 Stammesmitglieder; haben weder auf Bundesebene noch auf Staatsebene offizielle Anerkennung gefunden.)